# Dmitri Olegowitsch Mironow
Dmitri Olegowitsch Mironow (russisch Дмитрий Олегович Миронов; * 25. Dezember 1965 in Moskau, Russische SFSR) ist ein ehemaliger russischer Eishockeyspieler. Während seiner Karriere bestritt er zwischen 1992 und 2002 über 550 Spiele für die Toronto Maple Leafs, Pittsburgh Penguins, Mighty Ducks of Anaheim, Detroit Red Wings und Washington Capitals in der National Hockey League. Sein jüngerer Bruder Boris war ebenfalls professioneller Eishockeyspieler und lange in der NHL aktiv.

## Karriere
Dmitri Mironow begann seine Karriere 1985 beim Armeesportklub SKA MWO Kalinin und wurde in der Saison 1985/86 in einigen Spielen beim ZSKA Moskau eingesetzt. Ab Mitte der Saison 1986/87 gehörte er fest zum Kader des ZSKA Moskau und gewann 1987 mit ZSKA den sowjetischen Meistertitel sowie den Europapokal. Nach diesen Erfolgen wechselte Mironow zu Krylja Sowetow Moskau, der Sportklub der Luftstreitkräfte. 1989 gewann er mit Krylja den sowjetischen Pokalwettbewerb.
Beim NHL Entry Draft 1991 wurde der Verteidiger in der achten Runde an 160. Stelle durch die Toronto Maple Leafs ausgewählt. Im Sommer 1991 verließ Mironow Krylja Sowetow und wechselte in die National Hockey League zu den Maple Leafs. Im Juli 1995 tauschten ihn die Maple Leafs gegen Larry Murphy von den Pittsburgh Penguins. Mitte November wurde Mironow erneut transferiert, er wechselte zusammen mit Shawn Antoski zu den  Mighty Ducks of Anaheim, während im Gegenzug Alex Hicks und Fredrik Olausson an die Penguins abgegeben wurden. Für die Ducks spielte Mironow etwa eineinhalb Jahre, ehe er im März 1998 für Jamie Pushor und ein Draft-Wahlrecht an die Detroit Red Wings abgegeben wurde.
Im Sommer 1998 lief sein Vertrag mit den Red Wings aus und Mironow entschied sich für die Washington Capitals als neuen Arbeitgeber. Am 23. Januar 2001 erlitt er eine Rückenverletzung, so dass er den Rest der Saison 2000/01 sowie die komplette folgende Spielzeit verpasste. Daraufhin beendete er seine Spielerkarriere.

### International
Auf internationaler Ebene bestritt Mironow zwischen 1991 und 2000 insgesamt sechs Turniere für drei verschiedene Nationalmannschaften.
Erstmals spielte der Verteidiger für die UdSSR bei der Weltmeisterschaft 1991. In zehn Spielen schoss Mironow vier Tore, bereitete zwei weitere vor und gewann am Ende des Turniers die Bronzemedaille. Wenige Monate später wurde er mit der UdSSR Fünfter beim Canada Cup 1991. Nach dem Zerfall der Sowjetunion absolvierte er die Olympischen Winterspiele 1992 in Albertville mit dem Vereinten Team. Mit drei Toren und vier Scorerpunkten war er am Gewinn der Goldmedaille beteiligt. Aufgrund dieses Erfolgs wurde er als Verdienter Meister des Sports Russlands ausgezeichnet.
Bei der Weltmeisterschaft 1992 spielte er für die russische Nationalmannschaft. Das Turnier endete mit einem fünften Platz enttäuschend. Erst bei den Olympischen Winterspielen 1998 in Nagano lief Mironow wieder für Russland auf und errang mit der Silbermedaille zum zweiten Mal Edelmetall bei Olympia. Sein letztes internationales Turnier bestritt er mit der Weltmeisterschaft 2000 als Russland Elfter wurde.

## Erfolge und Auszeichnungen
| - 1987 Sowjetischer Meister mit dem HK ZSKA Moskau - 1987 Europapokal-Gewinn mit dem HK ZSKA Moskau - 1989 Sowjetischer Pokalsieger mit Krylja Sowetow Moskau | - 1992 Verdienter Meister des Sports Russlands - 1998 Teilnahme am NHL All-Star Game - 1998 Stanley-Cup-Gewinn mit den Detroit Red Wings |

### International
- 1991 Bronzemedaille bei der Weltmeisterschaft
- 1992 Goldmedaille bei den Olympischen Winterspielen
- 1998 Silbermedaille bei den Olympischen Winterspielen

## Karrierestatistik

### International
| Vertrat die UdSSR bei: - Weltmeisterschaft 1991 - Canada Cup 1991 Vertrat das Vereinte Team bei: - Olympischen Winterspielen 1992 | Vertrat Russland bei: - Weltmeisterschaft 1992 - Olympischen Winterspielen 1998 - Weltmeisterschaft 2000 |

(Legende zur Spielerstatistik: Sp oder GP = absolvierte Spiele; T oder G = erzielte Tore; V oder A = erzielte Assists; Pkt oder Pts = erzielte Scorerpunkte; SM oder PIM = erhaltene Strafminuten; +/− = Plus/Minus-Bilanz; PP = erzielte Überzahltore; SH = erzielte Unterzahltore; GW = erzielte Siegtore; 1 Play-downs/Relegation; Kursiv: Statistik nicht vollständig)